# Eostaffellidae
Eostaffellidae es una familia de foraminíferos bentónicos de la superfamilia Fusulinoidea, del suborden Fusulinina y del orden Fusulinida. Su rango cronoestratigráfico abarca desde el Pennsylvaniense (Carbonífero superior) hasta el Cisuraliense (Pérmico inferior).

## Discusión
Clasificaciones más recientes incluyen Eostaffellidae en la superfamilia Ozawainelloidea, y en la subclase Fusulinana de la clase Fusulinata.

## Clasificación
Eostaffellidae incluye al siguiente género:
- Subfamilia Eostaffellinae
  - Eostaffella †
  - Mediocris †
  - Neomillerella †
  - Varistaffella †

Otros géneros incluido en Eostaffellidae son los siguientes:
- Eostaffellina †, considerado un subgénero de Eostaffella †
- Plectostaffella †, considerado un subgénero de Eostaffella †
- Praeostaffellina †
- Praeplectostaffella †